# Lepisosteus
Lepisosteus – rodzaj ryb promieniopłetwych z rodziny niszczukowatych (Lepisosteidae).

## Rozmieszczenie geograficzne
Do rodzaju należą gatunki występujące w słodkich i słonawych wodach Ameryki Północnej.

## Morfologia
Długość ciała do 200 cm; masa ciała (największa opublikowana) 22,8 kg.

## Systematyka
Rodzaj zdefiniował w 1803 roku francuski przyrodnik Bernard Germain de Lacépède w piątym tomie publikacji własnego autorstwa poświęconej historii naturalnej ryb. Gatunkiem typowym jest (późniejsze oznaczenie) niszczuka długonosa (L. osseus).

### Etymologia
- Lepisosteus (Lepidosteus): gr. λεπις lepis, λεπιδος lepidos ‘łuska, płytka’, od λεπω lepō ‘łuszczyć’; οστεον osteon ‘kość’[15].
- Sarchirus: gr. σαρξ sarx, σαρκος sarkos ‘ciało’[16]; χειρ kheir, χειρος kheiros ‘dłoń, ręka’[17]. Gatunek typowy (oznaczenie monotypowe): Sarchirus vittatus Rafinesque, 1818 (= Esox osseus Linnaeus, 1758).
- Litholepis: gr. λιθος lithos ‘kamień’[18]; λεπις lepis, λεπιδος lepidos ‘łuska, płytka’, od λεπω lepō ‘łuszczyć’[19]. Gatunek typowy (oznaczenie monotypowe): Litholepis adamantinus Rafinesque, 1818 (= Lepisosteus spatula Lacépède, 1803).
- Cylindrosteus: gr. κυλινδρος kulindros ‘cylinder, walec’[20]; οστεον osteon ‘kość’[21]. Gatunek typowy (późniejsze oznaczenie): Lepisosteus (Cylindrosteus) platostomus Rafinesque, 1820[22].
- Psalidostomus (Palidostomus): gr. ψαλις psalis, ψαλιδος psalidos ‘nożyce’[23]; στομα stoma, στοματος stomatos ‘usta’[24]. Gatunek typowy (oznaczenie monotypowe): Esox osseus Linnaeus, 1758.

### Podział systematyczny
Do rodzaju należą następujące gatunki:
- Lepisosteus oculatus Winchell, 1864 – niszczuka plamista[25]
- Lepisosteus osseus (Linnaeus, 1758) – niszczuka długonosa[26]
- Lepisosteus platostomus Rafinesque, 1820 – niszczuka krótkonosa[25]
- Lepisosteus platyrhincus DeKay, 1842